# 2014년 브라질 시위
2014년 브라질 반정부 시위는 2014년 피파 월드컵 및 기타 사회적 불만이 표출하여 일어난 브라질 여러 도시들의 시위이다.

## 배경
브라질이 월드컵을 개최하기 이전부터 경기장을 건설하기 위해 수십억 헤알 가량의 공적 자금이 지출될 것에 우려하여 반정부 시위가 일어났었다.
2014년 이전에는 브라질 내에서 2013년 FIFA 컨페더레이션스컵 개최에 대해 반대하는 시위가 열리기도 했다. 페이스북 그룹 Movimento Anti-Copa de Decoração de Ruas (거리 장식을 위한 반월드컵 운동)은 1달도 채 안되어 좋아요를 15,000개 이상 받았다.